# Up All Night (album de Razorlight)
Pour les articles homonymes, voir Up All Night.
Albums de Razorlight
Razorlight
(2006)
Up All Night est le premier album du groupe de rock indépendant Anglo - Suédois Razorlight, sortie pour la première fois le 28 juin 2004.L album a atteint la 3e place des charts britannique quelque peu après sa sortie. La majorité de l'album a été produite et mixée au Sphere Studios par John Cornfield.

## Liste des pistes
1. Leave Me Alone – 3:50
2. Rock ‘N’ Roll Lies – 3:08
3. Vice – 3:14
4. Up All Night – 4:03
5. Which Way Is Out – 3:18
6. Rip It Up – 2:25
7. Don't Go Back to Dalston – 2:59
8. Golden Touch – 3:25
9. Stumble and Fall – 3:02
10. Get It and Go – 3:22
11. In the City – 4:50
12. To the Sea – 5:31
13. Fall, Fall, Fall – 2:42
14. Somewhere Else - 3:14

## Singles
1. Rock ‘N’ Roll Lies (18 aout 2003)
2. Rip It Up (10 novembre 2003)
3. Stumble and Fall (26 janvier 2004)
4. Golden Touch (14 juin 2004)
5. Vice (13 septembre 2004)
6. Somewhere Else (11 avril 2005)